# タニス・リー

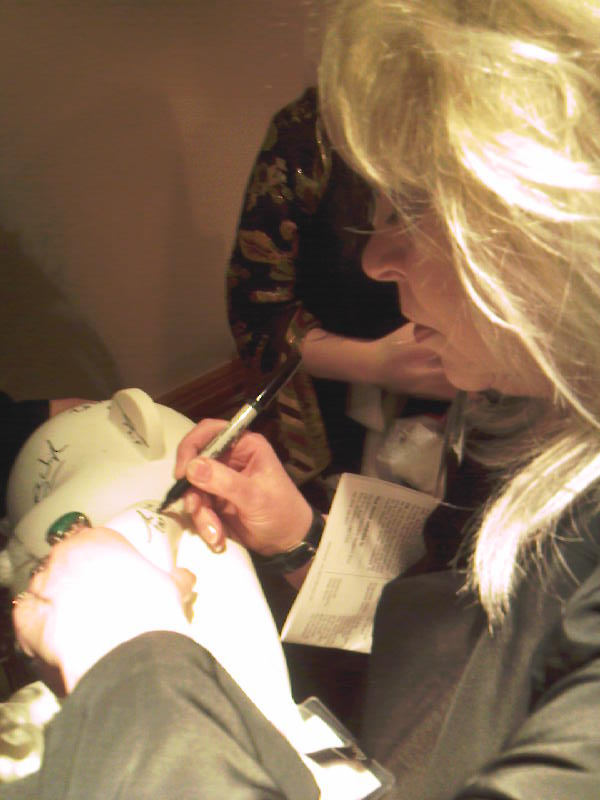
タニス・リー

タニス・リー（Tanith Lee、1947年9月19日 - 2015年5月24日）はイギリス生まれのファンタジー作家。
「現代のシェヘラザード姫」、「ダーク・ファンタジーの女王」と呼ばれた。
9歳の頃より創作を始め、グラマースクールで美術を学び、24歳でデビュー。初期は児童向けにジュブナイルを書いていたが、神秘的かつ耽美な作風は『平たい地球』シリーズで広く認められるところとなる。第2作の『死の王』でオーガスト・ダーレス賞（現在の英国幻想文学大賞）を受賞している。短篇作品にも定評があり、1983年には『ゴルゴン』、翌84年には『彼女は三（死の女神）』によって、世界幻想文学大賞短篇部門賞を2年連続で受賞している。2013年、世界幻想文学大賞で生涯功労賞を授与される。
ファンタジーにとどまらず、ホラー、SF、エッセイやドラマ脚本など幅広い分野で精力的な活動を行った。アンソロジーなどにも多く寄稿している。
著作数は100冊近いが翻訳されたものは少なく、その大半が絶版になっている。
2015年5月24日、死去。67歳没。

## 著作リスト
- 『ドラゴン探索号の冒険』 （The Dragon Hoard (1971)、井辻朱美訳、社会思想社、現代教養文庫） 1990年1月31日 ISBN 4-390-11320-8
- 『月と太陽の魔道師』（East of Midnight (1977)、汀奈津子訳、ハヤカワ文庫FT42） 1982年7月15日
- 『幻魔の虜囚』（Volkhavaar (1977)、浅羽莢子訳、ハヤカワ文庫FT51） 1983年4月30日 ISBN 4-15-020051-3
- 『死霊の都』（Shon The Taken (1979)、森下弓子訳、ハヤカワ文庫FT50） 1983年3月31日 ISBN 4-15-020050-5
- 『影に歌えば』（Sung in Shadow (1983)、井辻朱美訳、ハヤカワ文庫FT83） 1986年1月31日
- 『黄金の魔獣』（Heart-Beast (1992)、木村由利子訳、ハヤカワ文庫FT224） 1996年8月31日 ISBN 4-15-020224-9
- 『バイティング・ザ・サン』（Biting the Sun (1999)、環早苗訳、産業編集センター） 2004年2月27日 ISBN 4-916199-58-8
- 『鏡の森』（White as Snow (2000)、環早苗訳、産業編集センター） 2004年10月31日 ISBN 4-916199-64-2 - 2001年ローカス賞受賞
- 『パイレーティカ - 女海賊アートの冒険』上（Piratica: Being a Daring Tale of Girl's Adventure upon the High Seas (2003)、築地誠子訳、小学館、ルルル文庫） 2007年5月1日 ISBN 978-4-09-452007-1
- 『パイレーティカ - 女海賊アートの冒険』下（Piratica: Being a Daring Tale of Girl's Adventure upon the High Seas (2004)、築地誠子訳、小学館、ルルル文庫） 2007年5月1日 ISBN 978-4-09-452018-7
- 『薔薇の血潮』上（The Blood of Roses、市田泉訳、創元推理文庫585-02(Fリ-2-01)） 2013年7月1日 ISBN 978-4-488-58502-0
- 『薔薇の血潮』下（The Blood of Roses、市田泉訳、創元推理文庫585-03(Fリ-2-02)） 2013年7月1日 ISBN 978-4-488-58503-7

### 闇の城(The Castle of Dark)
- 『闇の城』（The Castle of Dark (1978)、こだまともこ訳、ハヤカワ文庫FT53） 1983年6月30日 ISBN 4-15-020053-X
- 『白馬の王子』（Prince on a White Horse (1982)、井辻朱美訳、ハヤカワ文庫FT48） 1983年1月31日 ISBN 4-15-020048-3

### 銀色の恋人(The Silver Metal Lover)
- 『銀色の恋人』（The Silver Metal Lover (1981)、井辻朱美訳、ハヤカワ文庫SF725） 1987年7月31日 ISBN 4-15-010725-4、のち新版（ハヤカワ文庫SF1606） 2007/ 4/15 ISBN 978-4-15-011606-4
- 『銀色の愛ふたたび』（Metallic Love (2005)、井辻朱美訳、ハヤカワ文庫SF1611） 2007年5月25日 ISBN 978-4-15-011611-8

### 平たい地球(Flat Earth)
表紙のイラストは萩尾望都
- 『闇の公子』（Night's Master (1978)、浅羽莢子訳、ハヤカワ文庫FT45） 1982年10月31日 ISBN 4-15-020045-9、のち新版（ハヤカワ文庫FT476） 2008年9月1日 ISBN 978-4-15-020476-1
- 『死の王』（Death's Master (1979)、室住信子訳、ハヤカワ文庫FT86） 1986年5月31日 ISBN 4-15-020086-6
- 『惑乱の公子』（Delusion's Master (1981)、浅羽莢子訳、ハヤカワ文庫FT89） 1986年7月15日 ISBN 4-15-020089-0
- 『熱夢の女王』上（Delirium's Mistress (1986)、浅羽莢子訳、ハヤカワ文庫FT121） 1989年3月31日 ISBN 4-15-020121-8
- 『熱夢の女王』下（Delirium's Mistress (1986)、浅羽莢子訳、ハヤカワ文庫FT122） 1989年3月31日 ISBN 4-15-020122-6
- 『妖魔の戯れ』（Night's Sorceries (1987)、浅羽莢子訳、ハヤカワ文庫FT140） 1990年7月31日 ISBN 4-15-020140-4
「夜の娘、昼の望み」
「夜の子ら」
「放蕩息子」
「月のドゥーニヴェ」
「薔薇のごとく黒く」
「戯れる者」
「魔法使いの娘」

### パラディスの秘録(The Secret Books of Paradys)
- 『パラディスの秘録 幻獣の書』（The Book of the Beast (1988)、浅羽莢子訳、角川書店） 1992年5月30日 ISBN 4-04-791199-2、のち角川ホラー文庫508-1 1994年4月24日 ISBN 4-04-266701-5、のち創元推理文庫585-05(Fリ-02-04) 2015年2月1日 ISBN 978-4-488-58505-1
- 『パラディスの秘録 堕ちたる者の書』（The Book of the Damned (1988)、浅羽莢子訳、角川書店） 1992年7月30日 ISBN 4-04-791198-4、のち角川ホラー文庫 1994年10月1日 ISBN 4-04-266702-3、のち創元推理文庫585-04(Fリ-02-03) 2015年1月1日 ISBN 978-4-488-58504-4
「紅に染められ」
「黄の殺意」
「青の帝国」
- 『パラディスの秘録 死せる者の書』（The Book of the Dead、市田泉訳、創元推理文庫585-06(Fリ-02-05)） 2014年8月1日 ISBN 978-4-488-58506-8
- 『パラディスの秘録 狂える者の書』（The Book of the Dead、市田泉訳、創元推理文庫585-07(Fリ-02-06)） 2014年9月1日 ISBN 978-4-488-58507-5

### ウルフ・タワー(Wolf Tower)
- 『ウルフ・タワーの掟』（Law of the Wolf Tower (1998)、中村浩美訳、産業編集センター） 2005年3月20日 ISBN 4-916199-69-3
- 『ライズ星の継ぎ人たち』（Wolf Star Rise (2000)、中村浩美訳、産業編集センター） 2005年3月1日 ISBN 4-916199-70-7
- 『二人のクライディス』（Queen of the Wolves(Wolf Queen) (2001)、中村浩美訳、産業編集センター） 2005年5月1日 ISBN 4-916199-71-5
- 『翼を広げたプリンセス』（Wolf Wing (2002)、中村浩美訳、産業編集センター） 2005年5月1日 ISBN 4-916199-72-3

### ヴェヌスの秘録(Secret Books of Venus)
- 『水底の仮面』（Faces under Water (1998)、柿沼瑛子訳、産業編集センター） 2007年3月1日 ISBN 978-4-916199-97-3
- 『炎の聖少女』（Saint Fire (1999)、柿沼瑛子訳、産業編集センター） 2007年4月1日 ISBN 978-4-916199-98-0
- 『土の褥に眠る者』（A Bed of Earth (2002)、柿沼瑛子訳、産業編集センター） 2007年5月1日 ISBN 978-4-86311-000-7
- 『復活のヴェヌス』（Venus Preserved (2003)、柿沼瑛子訳、産業編集センター） 2007年6月1日 ISBN 978-4-86311-001-4

### 短編集
- 『冬物語』（The Winter Players and Companions on the Road、ハヤカワ文庫FT43） 1982年8月31日
「冬物語」（The Winter Players (1975)、室住信子訳）
「アヴィリスの妖杯」（Companions on the Road (1976)、森下弓子訳）
- 『幻想童話集 血のごとく赤く』（Red as Blood or Tales from Sisters Grimmer (1983)、ハヤカワ文庫FT232） 1997年4月30日 ISBN 4-15-020232-X
「報われた笛吹き(アジア紀元前)」（Paid Piper (1981)、室住信子訳） - 初出は『S-Fマガジン』1986年5月号 No.339
「血のごとく赤く(ヨーロッパ十四世紀)」（Red As Blood、室住信子訳） - 初出は『S-Fマガジン』1981年3月号 No.271
「いばらの森(ユーラシア十五世紀)」（Thorns、木村由利子訳）
「時計が時を告げたなら(ヨーロッパ十六世紀)」（When the Clock Strikes、木村由利子訳）
「黄金の綱(ヨーロッパ十七世紀)」（The Golden Rope、木村由利子訳）
「姫君の未来(アジア十八世紀)」（The Princess and Her Future、木村由利子訳）
「狼の森(スカンジナビア十九世紀)」（Wolfland、木村由利子訳）
「黒のごとく赤く(スカンジナビア二十世紀)」（Black As Ink、木村由利子訳）
「緑の薔薇(地球未来)」（Beauty、木村由利子訳）
- 『タマスターラー インド幻想夜話』（Tamastara(The Indian Nights) (1984)、酒井昭伸訳、ハヤカワ文庫FT96） 1987年3月15日 ISBN 4-15-020096-3
「龍(ナーガ)の都」（Foreign Skins）
「炎の虎」（Bright Burning Tiger） -「焔の虎」の題で『不思議な猫たち』（扶桑社ミステリー）に収載
「月の詩(チヤーンド・ヴエーダ)」（Chand Veda）
「運命の手」（Under the Hand of Chance）
「象牙の商人」（The Ivory Merchants）
「輝く星」（Oh Shining Star）
「暗黒の星(タマスターラー)」（Tamastara）
- 『ゴルゴン - 幻獣夜話』（The Goggon: and Other Beastly Tales (1985)、ハヤカワ文庫FT217） 1996年2月29日 ISBN 4-15-020217-6
「ゴルゴン」（The Gorgon、佐田千織訳）- 1983 World Fantasy Award Short Fiction Winner
「アンナ・メディア」（Anna Medea、木村由利子訳）
「にゃ～お」（Meow、木村由利子訳）
「狩猟、あるいは死 - ユニコーン」（The Hunting of Death:The Unicorn、木村由利子訳）
「マグリットの秘密諜報員」（Magritte's Secret Agent、木村由利子訳）
「猿のよろめき」（Monkey's Stagger、佐田千織訳）
「シリアムニス」（Sirriamnis、佐田千織訳）
「海豹」（Because Our Skins Are Finer、佐田千織訳）
「ナゴじるし」（Quatt-Sup、木村由利子訳）
「ドラコ、ドラコ」（Draco Draco、佐田千織訳） - 木谷紗夢訳で『幻想文学』1986年10月15日 No.16に収載
「白の王妃」（La Reine Blanche、木村由利子訳）
- 『悪魔の薔薇』（The Devil's Rose and Other Stories、中村融編、河出書房新社、奇想コレクション） 2007年9月30日 ISBN 978-4-309-62199-9
「別離」（Nunc Dimittis、市田泉訳）
「悪魔の薔薇」（The Devil's Rose、安野玲訳）
「彼女は三(死の女神)」（Elle Est Trois, (La Mort)、安野玲訳）
「美女は野獣」（Beauty Is the Beast、市田泉訳）
「魔女のふたりの恋人」（Deux Amours D'une Sorciere、市田泉訳）
「黄金変成」（Into Gold、安野玲訳）
「愚者、悪者、やさしい賢者」（Foolish, Wicked, Clever and Kind、市田泉訳）
「蜃気楼と女呪者(マジア)」（Mirage and Magia、市田泉訳）
「青い壺の幽霊」（Blue Vase of the Ghosts、安野玲訳）

## その他短編
- 「解凍の日」（The Thaw、酒匂真理子訳） - 『SF宝石』1980年6月号 No.6に掲載
- 「雨にうたれて」（Crying in the Rain、室住信子訳） - 『S-Fマガジン』 1988年6月号 No.366に掲載、のち『アザー・エデン』（クリストファー・エヴァンズ/ロバート・ホールドストック編、ハヤカワ文庫SF827）に収載
- 「神々の天秤」（In the Balance、木村由利子訳） - 『S-Fマガジン』1996年12月号 No.486に掲載
- 「勿咬草(かみなぐさ)、あるいは炎の花」（Bite-Me-Not; or Fleur de Feu、木村由利子訳） - 『S-Fマガジン』1997年11月号 No.497に掲載
- 「時の過ぎゆくままに」（As Time Goes By、酒井昭伸訳） - 『S-Fマガジン』1987年4月号 No.351に掲載
- 「白い魔女」（The Demoness、小宮山康宏訳） - 『別冊・奇想天外 SFファンタジイ大全集』 1980年3月号 No.10に掲載
- 「貴婦人」（La Dame、小林理子訳） - 『死の姉妹』（バーバラ・ハムリー、マーティン・H・グリーンバーグ編、扶桑社ミステリー）に掲載
- 「水に書いた愛」（Written Water、黒丸尚訳） - 『SFアドベンチャー』 1991/ 5 No.138に掲載
- 「ジャンフィアの木」（The Janfia Tree、小梨直訳） - 『血も心も』 （エレン・ダトロウ編、新潮文庫）に収載
- 「顔には花、足には刺」（Flowers for Faces, Thorns for Feet、佐田千織訳） - 『魔猫』（エレン・ダトロウ編、早川書房）に収載
- 「ヒューマン・ミステリ」（The Human Mystery、日暮雅通訳） - 『シャーロック・ホームズ 四人目の賢者』（マーティン・H・グリーンバーグ,キャロル＝リン・R・ウォー,ジョン・L・レレンバーグ共編、原書房）に収載
- 「罪のごとく白く、今」（市田泉訳） - 『S-Fマガジン』2015年10月号 No.711に掲載